# 국립대만박물관

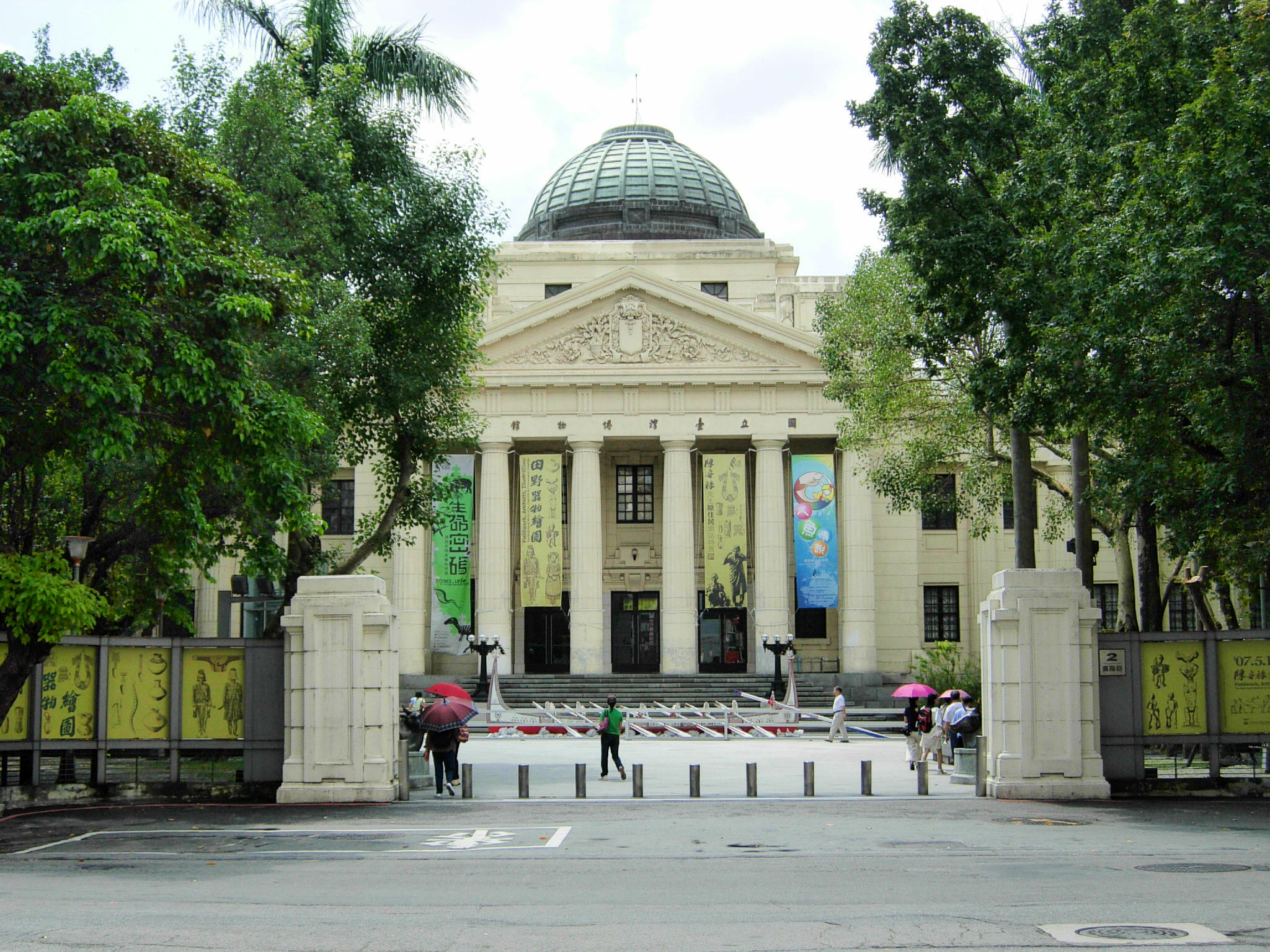
국립대만박물관

국립대만박물관(중국어 정체자: 國立台灣博物館, 병음: guólì Táiwān bówùguǎn)은 대만 타이베이시 중정구에 있는 중화민국의 박물관이다. 일본 제국의 식민 통치 시대(대만일치시기)인 1915년에 돔 형식으로 지어졌다. 대만의 역사, 민족, 동식물, 지리, 원주민에 관한 내용 등이 전시되어 있다.

## 같이 보기
- 국립고궁박물원
- 타이베이 시립미술관
- 2·28 평화기념공원